# 荻原達朗
荻原 達朗（おぎはら たつろう、1946年または1947年 - ）は、日本の建設技官、地方公務員。建設省課長、広島市助役を歴任。瑞宝小綬章受章。

## 人物・経歴
建設省入省、1991年4月 都市局街路課特定都市交通施設整備室長、福岡市都市整備局長、住宅・都市整備公団都市再開発部次長、1995年9月 矢島隆の後任として建設省道路局地方道課長、1997年4月 山野宏の後任として広島市助役。広島市道路公社の解散を行った。1999年3月 上川孝明とともに助役を辞職。

## 栄典
- 令和4年秋の叙勲で建設行政事務功労により瑞宝小綬章を受章[1]